# Feng Bin
Feng Bin (née le 3 avril 1994) est une athlète chinoise, spécialiste du lancer du disque, championne du monde en 2022 à Eugene.

## Biographie
Vainqueur des Jeux mondiaux militaires de 2015, Feng Bin se classe huitième des Jeux olympiques de 2016 à Rio et des championnats du monde 2017 à Londres, avant de décrocher la médaille d'argent lors des Jeux asiatiques de 2018.
En 2019, la Chinoise est sacrée championne d'Asie à Doha avec un jet à 65,36 m. Elle se classe par la suite 5e des championnats du monde 2019, toujours à Doha.

### Championne du monde à Eugene (2022)
En finale des championnats du monde 2022, à Eugene, Feng Bin améliore de près de trois mètres son record personnel dès son entrée dans le concours en atteignant 69,12 m, marque lui offrant son premier titre mondial, devant la Croate Sandra Perković et l'Américaine Valarie Allman.
Aux Mondiaux de Budapest en 2023, la Chinoise ne parvient pas à conserver sa couronne mondiale, qui revient à l'Américaine Laulauga Tausaga, mais s'offre malgré tout la médaille de bronze avec un dernier lancer à 68,20 m.

## Palmarès
| Date | Compétition              | Lieu           | Résultat | Marque  |
| ---- | ------------------------ | -------------- | -------- | ------- |
| 2015 | Jeux mondiaux militaires | Mungyeong      | 1re      | 62,07 m |
| 2016 | Jeux olympiques          | Rio de Janeiro | 8e       | 63,06 m |
| 2017 | Championnats du monde    | Londres        | 8e       | 61,56 m |
| 2018 | Jeux asiatiques          | Jakarta        | 2e       | 64,25 m |
| 2019 | Championnats d'Asie      | Doha           | 1re      | 65,36 m |
| 2019 | Championnats du monde    | Doha           | 5e       | 62,48 m |
| 2022 | Championnats du monde    | Eugene         | 1re      | 69,12 m |
| 2023 | Championnats d'Asie      | Bangkok        | 1re      | 66,42 m |
| 2023 | Championnats du monde    | Budapest       | 3e       | 68,20 m |
| 2023 | Jeux asiatiques          | Hangzhou       | 1re      | 67,93 m |
| 2024 | Jeux olympiques          | Paris          | 2e       | 67,51 m |

## Records
| Épreuve          | Performance | Lieu   | Date            |
| ---------------- | ----------- | ------ | --------------- |
| Lancer du disque | 69,12 m     | Eugene | 20 juillet 2022 |